# Mawaru-Penguindrum
Mawaru-Penguindrum (輪るピングドラム?, Mawaru Pingudoramu) è una serie televisiva anime di 24 episodi del 2011 ideata e diretta da Kunihiko Ikuhara e animata dallo studio Brain's Base.
È stata trasmessa in Giappone su MBS dal 7 luglio al 22 dicembre 2011, mentre in Italia i diritti sono stati acquistati dalla Dynit e la serie è stata trasmessa su Rai 4 in prima visione dal 20 settembre 2012 all'11 aprile 2013. Nel 2022 i diritti della serie sono passati alla casa editrice Yamato Video, che ripubblicherà la serie con il nuovo titolo internazionale Penguindrum, mantenendo però il doppiaggio Dynit.
Dalla serie è stato tratto un romanzo in tre volumi pubblicato da Gentōsha, scritto dallo stesso Ikuhara con Kei Takahashi e illustrato da Lily Hoshino, la character designer del cartone. Una versione manga, realizzata da Isuzu Shibata, è stata serializzata sulla rivista Comic Birz edita da Gentosha a partire da giugno 2013 fino a febbraio 2017.
La serie segna il ritorno alla regia di Ikuhara dopo 12 anni dalla sua ultima opera propria, il film Utena la fillette révolutionnaire - The Movie: Apocalisse adolescenziale, durante i quali si era dedicato a libri e fumetti e, nell'animazione, a ruoli minori come regia di sigle o disegno di storyboard.

## Significato del titolo

Logo della serie

Il titolo può essere scritto in due modi, in caratteri giapponesi parte in kanji e parte in katakana, o in caratteri occidentali tutto maiuscolo, e presenta dei giochi di parole.
La prima parte del titolo presenta la parola mawaru (輪る?) che non esiste nel dizionario giapponese ed è stata ideata affiancando il kanji wa (輪?), che significa "cerchio", e l'hiragana ru (る?), che è la tipica desinenza dei verbi; al neologismo è applicato l'ateji (lettura fonetica imposta) mawaru, verbo che significa "girare", ma che è solitamente scritto con altri kanji come 回る o 廻る.
La seconda parte del titolo è scritta in giapponese Pingudoramu (ピングドラム?) e in alfabeto Penguindrum. Le due parole non sono foneticamente equivalenti, perché il "pingu" (ピング?) che compare nella parola in giapponese avrebbe dovuto essere traslitterato come "ping" in alfabeto, o viceversa il "penguin" che compare nella parola in alfabeto avrebbe dovuto essere traslitterato come "pengin" (ペンギン?) in giapponese. La discrepanza fra scrittura "penguin" e pronuncia "ping" è esplicitata nel doppiaggio (sia originale sia italiano) in cui l'oggetto misterioso al centro della vicenda viene pronunciato pingdrum.
Il titolo si può quindi tradurre come "Il Pingdrum che gira", sia nel senso che gira su sé stesso sia che gira da persona a persona.

## Trama
(Esclamazione ricorrente di Himari quando entra nella forma di Princess of the Crystal)
I tre fratelli Takakura, i due gemelli maschi Kanba e Shōma e la loro amata e fragile sorellina Himari, vivono da soli in una bizzarra baracca di legno e lamiera. Un bel giorno vanno a visitare l'acquario e Shōma compra come souvenir a Himari un cappello a forma di pinguino, ma poco dopo lei collassa e muore. All'obitorio però Himari si rianima; il miracolo è compiuto dal cappello, posseduto da una misteriosa entità nota come "Princess of the Crystal", che stringe un patto con i due fratelli: l'entità potrà far continuare la vita di Himari se in cambio i due ragazzi riusciranno a trovare il Pingdrum (ピングドラム?, Pingudoramu), un misterioso e non meglio specificato oggetto. Per aiutarli nella ricerca, affianca loro un trio di bizzarri pinguini tuttofare, invisibili a chiunque meno che ai tre fratelli.

## Personaggi
Kanba Takakura (高倉 冠葉?, Takakura Kanba)
Il più freddo e maturo fra i due gemelli, ha i capelli rossi ed è molto popolare fra le ragazze; ha un passato da rubacuori sciupafemmine, e alcune sue ex ragazze si sono coalizzate in un gruppo anti-Kanba. Prende molto seriamente la ricerca del Pingdrum fino ad usare metodi illegali pur di trovarlo. Fondamentalmente è un idealista, e condivide gli stessi ideali di Kenzan Takakura.
Shōma Takakura (高倉 晶馬?, Takakura Shōma)
Più sensibile e amichevole del fratello, ha i capelli blu ed un aspetto fisico molto dolce. Vuole trovare il Pingdrum per il bene di Himari, temendo per la sua vita, ma è riluttante ad usare metodi troppo pericolosi o drastici. È la voce narrante nell'adattamento a romanzo in tre volumi. È più realista di Kanba, e non crede che "i fini giustifichino i mezzi".

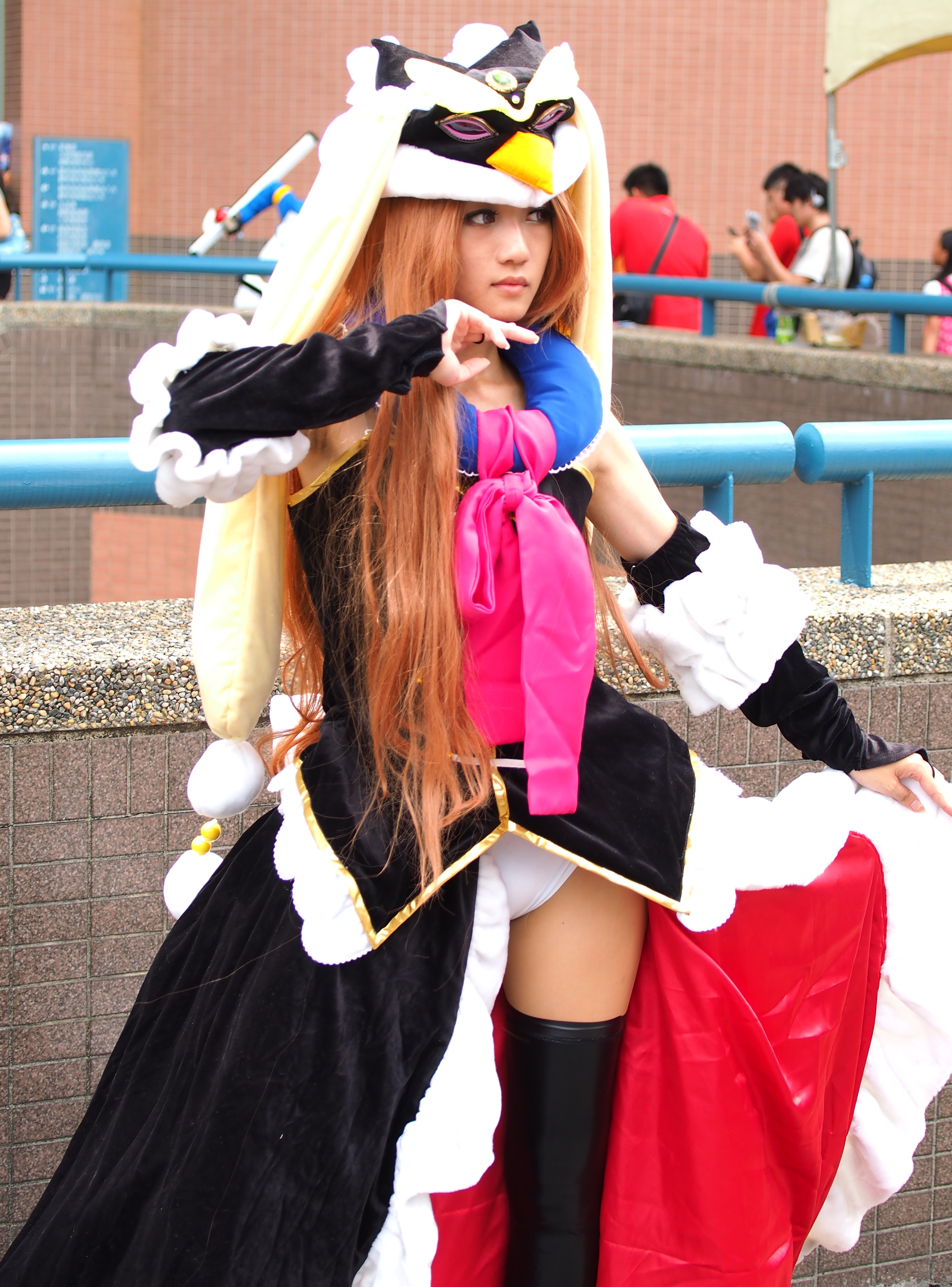
Cosplayer di Himari Takakura posseduta dalla "Princess of the Crystal"

Himari Takakura (高倉 陽鞠?, Takakura Himari)
La sorella minore dei gemelli, ha lunghi capelli biondi, un carattere solare ed ha tappezzato la casa di oggetti colorati. Dopo una lunga malattia muore, ma resuscita grazie ai poteri di un misterioso cappello a forma di pinguino comprato nel negozio di souvenir di un acquario; quando è posseduta dalla "Princess of the Crystal" (プリンセス・オブ・ザ・クリスタル?, Purinsesu obu za Kurisutaru) del cappello, al grido di «Strategia di sopravvivenza!» (生存戦略！?, Seizon senryaku!) lo spazio intorno passa in una dimensione parallela fantascientifica e il suo atteggiamento pacato ed amichevole cambia in una forte arroganza: in realtà è lo spirito che parla per lei, iniziando quasi sempre con "Mi rivolgo a voi che non otterrete mai nulla dalla vita". Quando era bambina, con le sue amiche Hibari e Hikari stava formando il gruppo di idol Triple H, ma a causa di un incidente capitato a sua madre prima di un provino, lei non vi poté partecipare, quindi non entrò nel gruppo, che diventò Double H. Non ha più parlato loro da quando ha lasciato la scuola e dice di essere felice per il loro successo.
Ringo Oginome (荻野目 苹果?, Oginome Ringo)
Ringo è la ragazza che i gemelli sorvegliano perché probabile custode del Pingdrum. I suoi genitori hanno divorziato dopo una lunga crisi causata dalla morte violenta di sua sorella maggiore Momoka, avvenuta 16 anni prima proprio il giorno della nascita di Ringo. Frequenta una scuola femminile ed è innamorata del suo insegnante nonché ex "fidanzatino" di sua sorella, che stalka morbosamente. Ringo possiede il diario appartenuto a Momoka, dove sua sorella aveva annotato i suoi desideri di bambina rispetto al suo amichetto Keiju, che vedeva come il suo futuro sposo. Ringo decide quindi che gli eventi immaginari del diario accadano veramente sforzandosi di farli avverare, in modo da realizzare il futuro che Momoka aveva sognato e diventare quanto più simile a lei. In questo modo avrebbe reso di nuovo felici coloro che ne stavano ancora piangendo la scomparsa e avrebbe salvato quindi la propria famiglia dalla dissoluzione.
Keiju Tabuki (多蕗 桂樹?, Tabuki Keiju)
Il professore morbosamente amato da Ringo, insegna a Kanba e Shōma ed è il referente per il club di birdwatching. Era il "fidanzatino" di Momoka, la defunta sorella di Ringo. Più in là nella serie, si viene a sapere che fu proprio quest'ultima a salvarlo, quando fini nel "child broiler", dopo essere stato rinnegato da sua madre.
Yuri Tokikago (時籠 ゆり?, Tokikago Yuri)
Un'attrice della troupe Sunshiny Theatre che reciterà il ruolo principale nel nuovo spettacolo La tragedia di M. È una vecchia amica del professor Tabuki ed è consapevole della cotta che Ringo ha per lui. Lei era molto affezionata a Momoka, infatti quest'ultima l'aveva salvata da bambina, "trasferendo il suo destino".
Masako Natsume (夏芽 真砂子?, Natsume Masako)
Una strana ragazza che sta investigando su qualcosa. Possiede una sorta di fionda a pallettoni che spara biglie rosse le quali cancellano la memoria. Inoltre ha anche un suo pinguino, come quelli dei fratelli Takakura, ma di colore nero e dall'aria più minacciosa, di nome Esmeralda. Con il procedere della trama, si viene a sapere che è una ricca industriale, a capo della società del clan Natsume. Ha anche un fratellino minore di nome Mario, anche lui posseduto da un "cappello-pinguino".
Pinguini (ペンギン?, Pengin)
Un bizzarro trio di pinguini super deformed arrivato per posta a casa Takakura dopo la resurrezione di Himari. Possono essere visti solo dai tre fratelli: ognuno li può comunque vedere tutti e tre, non solo il proprio. Per comodità Kanba li ha chiamati 1. (il suo, col cerotto e l'espressione arrabbiata, usato nelle missioni), 2. (quello di Shōma, con sguardo dolce e spray anti-scarafaggi) e 3. (quello di Himari che le fa compagnia e le fa fiocchetto), segnando i numeri con un pennarello bianco sulla loro schiena. Non parlano, ma emettono strani versi incomprensibili. Anche Masako possiede un pinguino (di nome Esmeralda), ma la sua livrea è nera invece che blu e ha un aspetto molto più minaccioso.
Sanetoshi Watase (渡瀬 眞悧?, Watase Sanetoshi)
Un misterioso bibliotecario, che Himari incontra nell'episodio 9, quando rivive in sogno il giorno in cui andò all'acquario con i fratelli, prima di morire. Si offre di aiutare Himari nella ricerca del "libro che vuole leggere dal profondo del cuore", dicendo che la ragazza è stata scelta dal destino, in quanto pochi eletti possono accedere alla sua libreria. Negli episodi successivi si presenta come un medico che esercita nell'ospedale in cui Himari è ricoverata, offrendo a Kanba e Shōma di sottoporre la sorella a una cura sperimentale in cambio di gravosi sacrifici da parte loro.
Momoka Oginome (荻野目 桃果?, Oginome Momoka)
La sorella maggiore di Ringo, morta in un attacco terroristico nella metropolitana proprio il giorno esatto della nascita della sorella. Lei è il proprietario originale del Diario. In un flashback, viene rivelato che era in grado di "trasferire il fato di qualcuno" recitando una formula magica presente sul diario. Ciò comunque comportava un "prezzo" da pagare per l'utilizzatore.

## I simboli della metropolitana
Nell'anime sono utilizzati spesso dei simboli che rimandano alla metropolitana di Tokyo, importante anche nella storia perché vi è avvenuto l'attentato in cui è morta Momoka, riferimento all'attentato alla metropolitana di Tokyo del 20 marzo 1995. In particolare:
- i flashback sono introdotti da una schermata bianca con la scritta "flashback" che lascia il posto ad un tabellone luminoso simile a quello su cui si vedono gli annunci relativi ai ritardi della metropolitana, su cui scorrono invece alcune informazioni sulla storia;
- quando i personaggi si muovono da un luogo all'altro, la scena è introdotta da un'inquadratura sempre più vicina dei tornelli delle stazioni della metropolitana, sempre su sfondo bianco, che poi si aprono e lasciano il posto ad un segnale che indica la stazione del luogo dove si recano;
- gli eyecatch, mantenuti anche nella versione italiana, sono schermate bianche con sulla sinistra una linea rossa diagonale con dei punti bianchi, simile a quelle che rappresentano le linee della metropolitana con le fermate, e il titolo in lettere occidentali a sinistra di un punto, che nella seconda parte dell'eyecatch scorre passando al punto successivo;
- ogni episodio è detto station, come se fosse una stazione della metropolitana;
- durante l'anime si vedono luoghi, che rappresentano la mente dei protagonisti o i luoghi virtuali in cui si vede la Princess of the Crystal, in cui vi sono simboli relativi alla metropolitana, per esempio il cerchio rosso che gira con all'interno il numero 95: il cerchio è simile a quello che circonda le lettere che indicano le linee della metropolitana, il numero è un probabile riferimento all'anno dell'attentato;
- i personaggi stessi utilizzano spesso i treni della metropolitana per muoversi, su cui appaiono sempre il simbolo dell'ipotetica "linea 95" (un cerchio, di solito rosso, con all'interno il numero, simile a quelli con all'interno le lettere che fungono da simboli delle vere linee) e degli schermi su cui si vedono degli annunci e dei piccoli disegni delle Double H che si muovono.

L'intera storia è ambientata lungo la linea Marunouchi e i fratelli Takakura vivono vicino alla stazione di Ogikubo, uno dei capolinea. Nell'anime si trovano spesso luoghi reali riprodotti con estrema fedeltà.

## Colonna sonora
Nota: all'interno degli episodi e come sigle di chiusura vengono usate alcune canzoni cantate dalle Triple H (トリプルH?, Toripuru eichi), un trio di idol fittizio che compare nel cartone animato e di cui sono fan i fratelli Takakura, formato da Hibari Isora (伊空 ヒバリ?, Isora Hibari) e Hikari Utada (歌田 光莉?, Utada Hikari) ed in passato anche da Himari Takakura, diventato Double H (ダブルH?, Daburu eichi) dopo il ritiro di quest'ultima. A cantarle sono in realtà le loro doppiatrici Yui Watanabe (Hibari), Marie Miyake (Hikari) e Miho Arakawa (Himari).
Sigle di apertura
- Nornir (ノルニル?, Noruniru), interpretata da Etsuko Yakushimaru (ep. 1 – 14).
- Shōnen yo ware ni kaere (少年よ我に帰れ?), interpretata da Etsuko Yakushimaru (ep. 15 - 23).

Sigle di chiusura
- Dear Future, dei Coaltar of the Deepers (ep. 1 - 9, 11 - 12).
- Dear future, dei Coaltar of the Deepers, interpretata da Yui Horie (ep. 10).
- Hai-iro no suiyōbi (灰色の水曜日?) degli ARB, interpretata dalle Triple H (ep. 13, 15, 18, e come insert song nell'ep.9).
- Bad News kuroi yokan (Bad News 黒い予感?) degli ARB, interpretata dalle Triple H (ep. 14, 17).
- Ikarechimattaze!! (イカレちまったぜ!!?), degli ARB, interpretata dalle Triple H (ep. 16).
- Hide and Seek degli ARB, interpretata dalle Triple H (ep. 19).
- Private Girl degli ARB, interpretata dalle Triple H (ep. 20).
- Tamashii kogashite (魂こがして?) degli ARB, interpretata dalle Triple H (ep. 21).
- Asa no kageri no naka de (アサませんkageriのなかデ?) degli ARB, interpretata dalle Triple H (ep. 22).
- Heroes - Hīrō-tachi (HEROES 〜英雄たち?) degli ARB, interpretata dalle Triple H (ep. 23).

Altri brani
- Rock Over Japan degli ARB, interpretata dalle Triple H (ep. 1–3, 5–7, 16, 17, 24).
- Daddy's Shoes (ダディーズ・シューズ?, Dadīzu Shūzu) degli ARB, interpretata dalle Triple H (ep. 5).
- Anata (あなた?) di Akiko Kosaka, interpretata dalle Triple H (ep. 6)
- M no higeki (Mの悲劇?, Emu no higeki), interpretata da Yuri Tokikago (Mamiko Noto) (ep. 7).

## Doppiaggio
L'edizione italiana è a cura della Dynit e il doppiaggio italiano è stato effettuato negli studi CD Cine Dubbing International sotto la direzione di Fabrizio Mazzotta.
| Personaggio                             | Doppiatore giapponese | Doppiatore italiano   |
| --------------------------------------- | --------------------- | --------------------- |
| Shōma Takakura                          | Ryōhei Kimura         | Manuel Meli           |
| Kanba Takakura                          | Subaru Kimura         | Daniele Raffaeli      |
| Himari Takakura/Princess of the Crystal | Miho Arakawa          | Emanuela Ionica       |
| Ringo Oginome                           | Marie Miyake          | Veronica Puccio       |
| Masako Natsume                          | Yui Horie             | Eleonora Reti         |
| Yuri Tokikago                           | Mamiko Noto           | Antonella Baldini     |
| Keiju Tabuki                            | Akira Ishida          | Francesco Bulckaen    |
| Keiju Tabuki (a 10 anni)                | Akira Ishida          | Tito Marteddu         |
| Sanetoshi Watase                        | Yutaka Koizumi        | Massimo Lodolo        |
| Momoka Oginome                          | Aki Toyosaki          | Giulia Tarquini       |
| Mario Natsume                           | Kazusa Aranami        | Arturo Valli          |
| Pinguino 1.                             | Subaru Kimura         | Daniele Raffaeli      |
| Pinguino 2.                             | Ryōhei Kimura         | Manuel Meli           |
| Pinguino 3.                             | Miho Arakawa          | Emanuela Ionica       |
| Kenzan Takakura                         | Takehito Koyasu       | Mauro Gravina         |
| Chiemi Takakura                         | Kikuko Inoue          | Beatrice Margiotti    |
| Satoshi Oginome                         | Fumihiko Tachiki      | Massimo Bitossi       |
| Eriko Oginome                           | Rika Fukami           | Emilia Costa          |
| Zio Ikebe                               | Hideyuki Tanaka       | Maurizio Reti         |
| Sahee Natsume                           | Hiroshi Ito           | Diego Reggente        |
| Renjaku                                 | Mai Nakahara          | Maura Cenciarelli     |
| Yōsuke Yamashita                        | Ryōsuke Sakamaki      | Gabriele Patriarca    |
| Tsubasa Yūki                            | Romi Park             | Gilberta Crispino     |
| Hikari Utada                            | Marie Miyake          | Monica Volpe          |
| Hibari Isora                            | Yui Watanabe          | Agnese Marteddu       |
| Asami Kuhō                              | Saori Hayami          | Federica Bomba        |
| Yui                                     | Rei Matsuzaki         | Roberta De Roberto    |
| Chizuru                                 | Kana Akutsu           | Rachele Paolelli      |
| Yukina Kashiwagi                        | Yoshiko Ikuta         | Eva Padoan            |
| Mari Fujishiro                          | Hibiku Yamamura       | Ludovica Bebi         |
| Dottor Washizuka                        | Yūsaku Yara           | Enrico Di Troia       |
| Souya                                   | Motoki Takagi         | Germana Savo          |
| Shirase                                 | Megumi Iwasaki        | Valentina Pallavicino |
| Aoi                                     | Aya Uchida            | Germana Savo          |

## Romanzi
I tre romanzi tratti dalla serie sono scritti dal regista della serie, Kunihiko Ikuhara, con Kei Takahashi, ed illustrati da Lily Hoshino, la character designer dell'anime. Sono stati pubblicati da Gentosha. Nei romanzi la storia è narrata in prima persona da Shōma Takakura.
- (JA) Kunihiko Ikuhara e Kei Takahashi, Mawaru Penguindrum (jō) (輪るピングドラム（上）?, Mawaru Pingudoramu (jō), Mawaru Penguindrum (parte iniziale)), illustrazioni di Lily Hoshino, Tokyo, Gentosha, 4 luglio 2011, ISBN 978-4-344-82254-2.
- (JA) Kunihiko Ikuhara e Kei Takahashi, Mawaru Penguindrum (chū) (輪るピングドラム（中）?, Mawaru Pingudoramu (chū), Mawaru Penguindrum (parte centrale)), illustrazioni di Lily Hoshino, Tokyo, Gentosha, 31 ottobre 2011, ISBN 978-4-344-82340-2.
- (JA) Kunihiko Ikuhara e Kei Takahashi, Mawaru Penguindrum (ge) (輪るピングドラム（下）?, Mawaru Pingudoramu (ge), Mawaru Penguindrum (parte finale)), illustrazioni di Lily Hoshino, Tokyo, Gentosha, 29 febbraio 2012, ISBN 978-4-344-82409-6.